# 马图帕
马图帕是巴西马托格罗索州的一个市镇。总面积5151.85平方公里，总人口12928人，人口密度2.5人/平方公里。